# Gilles Tremblay
Gilles Tremblay (Arvida, 1932. szeptember 6. – Montréal, 2017. július 27.) kanadai zeneszerző.

## Főbb művei
- Mobile (1962)
- Champs I (1965)
- Cantique de durées (1960)
- Sonorisation du Pavillon du Québec (1967)
- Souffles (Champs II) (1968)
- Vers (Champs III) (1969)
- Jeux de solstices (1974)
- Oralléluiants (1975)
- Fleuves (1976)
- Vers le soleil (1978)
- Le Signe du lion (1981)
- Triojubilus "À Raphaël" (1985)
- Les Vêpres de la Vierge (1986)
- Musique du feu (1991)
- L’arbre de Borobudur (1994)
- L’espace du cœur (Miron-Machaut) (1997)
- Les pierres crieront (1998)
- A quelle heure commence le temps? (1999)
- L’appel de Kondiaronk: symphonie portuaire (2000)
- String Quartet ‘Croissant’ (2001)
- En partage (Concerto) (2002)
- Opéra Féerie (2009)